# Gentiana napulifera
Gentiana napulifera är en gentianaväxtart som beskrevs av Adrien René Franchet. Gentiana napulifera ingår i släktet gentianor, och familjen gentianaväxter. Inga underarter finns listade i Catalogue of Life.